# Lebuhei (Ort)
Lebuhei (Lebuhai) ist ein osttimoresischer Ort im Suco Dato (Verwaltungsamt Liquiçá, Gemeinde Liquiçá). Das Dorf liegt im Südosten der Aldeia Lebuhei in einer Meereshöhe von 979 m. Nachbardörfer sind im Osten Quirilelo, Carulema im Norden und zwei weitere Siedlungen im Westen und Nordwesten. Im Ort Lebuhei steht eine medizinische Station.